# Cerdon (Loiret)
Cerdon település Franciaországban, Loiret megyében. Lakosainak száma 895 fő (2022. január 1.). Cerdon Argent-sur-Sauldre, Brinon-sur-Sauldre, Clémont, Coullons, Isdes, Saint-Florent és Villemurlin községekkel határos.

## Népesség
A település népességének változása:
| Lakosok száma | 1078 | 1004 | 929  | 1050 | 983  | 967  | 942  | 932  | 924  | 895  |
|               | 1968 | 1982 | 1990 | 2006 | 2013 | 2015 | 2017 | 2019 | 2020 | 2022 |